# Bernie Saunders
Pour les articles homonymes, voir Saunders.
À ne pas confondre avec Bernie Sanders, homme politique américain.
Bernie Saunders, né le 21 juin 1956 à Montréal, dans la province de Québec (Canada), est un joueur professionnel canadien de hockey sur glace.

## Carrière de joueur
Après une carrière universitaire aux États-Unis, il signe un premier contrat dans la Ligue nationale de hockey avec les Nordiques de Québec en 1979. Il y joue que dix parties en deux saisons. Il passa le reste de sa courte carrière dans les ligues mineures d'Amérique du Nord telles que la Ligue américaine de hockey, la Ligue centrale de hockey ainsi que la Ligue internationale de hockey.

## Statistiques de carrière
| Saison    | Équipe                          | Ligue |    | Saison régulière | Saison régulière | Saison régulière | Saison régulière | Saison régulière |   | Séries éliminatoires | Séries éliminatoires | Séries éliminatoires | Séries éliminatoires | Séries éliminatoires |
| Saison    | Équipe                          | Ligue | PJ | B                | A                | Pts              | Pun              | PJ               | B | A                    | Pts                  | Pun                  |                      |                      |
| 1975-1976 | Broncos de Western Michigan     | NCAA  | 37 | 7                | 12               | 19               | 18               | -                | - | -                    | -                    | -                    |                      |                      |
| 1976-1977 | Broncos de Western Michigan     | NCAA  | 37 | 24               | 16               | 40               | 24               | -                | - | -                    | -                    | -                    |                      |                      |
| 1977-1978 | Broncos de Western Michigan     | NCAA  | 33 | 22               | 29               | 51               | 30               | -                | - | -                    | -                    | -                    |                      |                      |
| 1978-1979 | Broncos de Western Michigan     | NCAA  | 36 | 23               | 21               | 44               | 11               | -                | - | -                    | -                    | -                    |                      |                      |
| 1978-1979 | Wings de Kalamazoo              | LIH   | 3  | 1                | 3                | 4                | 0                | -                | - | -                    | -                    | -                    |                      |                      |
| 1979-1980 | Stingers de Cincinnati          | LCH   | 29 | 13               | 11               | 24               | 16               | -                | - | -                    | -                    | -                    |                      |                      |
| 1979-1980 | Firebirds de Syracuse           | LAH   | 38 | 23               | 17               | 40               | 29               | 4                | 1 | 0                    | 1                    | 2                    |                      |                      |
| 1979-1980 | Nordiques de Québec             | LNH   | 4  | 0                | 0                | 0                | 0                | -                | - | -                    | -                    | -                    |                      |                      |
| 1980-1981 | Voyageurs de la Nouvelle-Écosse | LAH   | 69 | 17               | 21               | 38               | 88               | 6                | 1 | 1                    | 2                    | 4                    |                      |                      |
| 1980-1981 | Nordiques de Québec             | LNH   | 6  | 0                | 1                | 1                | 8                | -                | - | -                    | -                    | -                    |                      |                      |
| 1981-1982 | Wings de Kalamazoo              | LIH   | 70 | 38               | 37               | 75               | 57               | 5                | 3 | 2                    | 5                    | 6                    |                      |                      |
|           |                                 |       |    |                  |                  |                  |                  |                  |   |                      |                      |                      |                      |                      |
| 1983-1984 | Wings de Kalamazoo              | LIH   | 1  | 0                | 0                | 0                | 0                | -                | - | -                    | -                    | -                    |                      |                      |

## Trophées et honneurs personnels
- 1978 : nommé dans la 2e équipe d'étoiles de la Central Collegiate Hockey Association.

## Transactions en carrière
- 29 mai 1979 : signe un contrat comme agent libre avec les Nordiques de Québec.